# فردین یوسفی
فردین یوسفی (زادهٔ ۲۲ مهر ۱۳۷۹) بازیکن فوتبال اهل ایران است که در پست هافبک برای باشگاه فوتبال خیبر خرم‌آباد در لیگ برتر خلیج فارس بازی می‌کند.